# Gordon Crosse
Pour les articles homonymes, voir Crosse.
Gordon Crosse (1er décembre 1937 - 21 novembre 2021) est un compositeur britannique.

## Biographie
Il naît à Bury dans le Lancashire. Il étudia la musique à Oxford avec notamment Egon Wellesz où il obtient son diplôme en 1961. Ensuite il part à Rome pour étudier dans la classe de Goffredo Petrassi à l'Académie nationale Sainte-Cécile. Il s'intéressa à la musique du XVe siècle. À partir de 1965-66, il enseigna à Birmingham, puis à l'université de l'Essex, à l'université de Californie à Santa Barbara et enfin au Royal Academy of Music à Londres. Pour son œuvre il s'intéressa particulièrement au théâtre et la littérature anglaise. À la fin des années 1980 il arrête de composer, puis reprend en 2008 par l'initiative du flûtiste John Turner. Il décède à son domicile à Wenhaston à l'âge de 83 ans.

## Œuvres
Il composa son opus 1 en 1959. Il écrivit quatre symphonies, quatre opéras, quatre ballets, six quatuors à cordes, et de nombreuses mélodies à partir de poèmes.